# マイケル・マーモット
サー・マイケル・マーモット（Sir Michael Gideon Marmot CH FRCP FFPM FMedSci FBA、1945年2月26日 - ）は、ロンドン大学の疫学と公衆衛生学の教授。ロンドン大学の健康の公正研究所の責任者。

## 生い立ちおよび教育
英国のロンドンに生まれ、4歳の時に家族でオーストラリアのシドニーに移住する。シドニー大学で医学を学び、卒業後はロイヤル・プリンス・アルフレッド病院で研修中に、疫学を学ぶためにカリフォルニア大学バークレー校に研究員の資格で派遣される。

## 主な業績
カリフォルニア大学バークレー校のレナード・サイムに師事し、1975年、日系米国人における文化変容と冠動脈疾患の研究で博士号を取得。1976年にロンドン大学衛生熱帯医学大学院に移り、ドナルド・ライドとジェフリー・ローズが始めていた英国公務員男性の職階と健康に関する研究（ホワイトホール研究）に参加する。のちに英国公務員男女を対象としてさらに範囲を広げた研究（第2期ホワイトホール研究）を行った。WHOの健康の社会的決定要因委員会（2005-8）と、社会的決定要因と健康格差に関するヨーロッパ報告の責任者を務めた。勧告はWHO総会や多くの国で採用された。英国政府も社会的要因と健康の不平等に関する報告を指揮を任命した。マーモット報告とその勧告はイングランドの4分の3の自治体で現在、取り組まれている。2010年から2011年の英国医師会長を務め、2015年から2016年の第66代世界医師会長を務めた。
イギリス学士院フェロー、英国医学アカデミーフェロー、王立内科医協会フェロー。2000年にエリザベス女王からナイト（Knight）の称号を授与された。2015年プリンス・マヒドール賞受賞。

## 著書
- 『健康格差 不平等な世界への挑戦』　栗林寛幸　監訳　日本評論社　2017年　ISBN 978-4-535-55880-9
- 『ステータス症候群 社会格差という病』　鏡森定信・橋本英樹　監訳　日本評論社　2007年 ISBN 978-4-535-98275-8